# Replikacioni protein A
Replikacioni protein A (RPA) je protein koji se vezuje za jednolačanu DNK u ćelijama eukariota. Tokom DNK replikacije, RPA sprečava jednolančanu DNK (ssDNA) da se uvije oko same sebe i formira sekundarne strukture. Time se DNK održava u odmotanom stanju tako da polimeraze mogu da je replikuju. RPA se takođe vezuje za ssDNK tokom inicijalne faze homologne rekombinacije, važnog procesa tokom DNK popravke i mejozne profaze I. Slično njenoj ulozi u DNK replikaciji, ona sprečava da se ssDNA veže za samu sebe (samokomplementuje), tako da se na rezultirajući nukleoproteinski filament mogu vezati Rad51 i njegovi kofaktori.
RPA se takođe vezuju za DNK tokom procesa popravke iscesanjem nukleotida. Ovo vezivanje stabilizuje kompleks tokom procesa popravke.
Bakterijski homolog se naziva protein jednolančanog vezivanja (енгл. single-strand binding protein - SSB).